# Антибел
Антибел (др.-греч. Ἀντίβηλος) или Брокубел (IV век до н. э.) — персидский аристократ.
Антибел был сыном одного из наиболее влиятельных персидских сатрапов Киликии и Заречья Мазея. Он, предположительно, возводил свой род к Гидарну — одному из семи персов, которые возвели на трон Дария I. Имя «Антибел» или «Брокубел» имеет вавилонское происхождение и дословно переводится как «дар Бэла» либо «благословенный Бэлом». На этом основании Э. Бэдиан предположил, что супруга Мазея и/или мать Антибела/Брокубела была вавилонянкой. Античные источники упоминают ещё двух сыновей Мазея — Гидарн и Артибол в 324 году до н. э. вошли в число царской агемы гетайров Александра Македонского. В историографии существует предположение, что Антибел идентичен Артиболу.
После поражения персов при Гавгамелах в 331 году до н. э. Мазей без боя сдал Вавилон Александру. В отличие от других сыновей Мазея Антибел остался при дворе Дария III. Э. Бэдиан высказал гипотезу, что таким образом Мазей пытался сохранить род. Если бы Александр решил казнить Мазея с детьми, то в живых бы остался один из сыновей. Одновременно, после капитуляции Вавилона жизнь Антибела при дворе персидского царя «висела на волоске».
Согласно Квинту Курцию Руфу, Александр был рад такому повороту событий, так как осада громадного и хорошо укреплённого Вавилона была бы весьма сложной задачей. В связи с этим македонский царь назначил новым сатрапом Вавилонии Мазея, однако приставил к нему македонян, которые следили за его действиями.
На этом фоне Антибел не долго оставался с теми персами, которые продолжили оказывать сопротивление македонянам. Как только Бесс организовал переворот и арестовал Дария III, Антибел с другим знатным вавилонянином Багистаном бежал к Александру. Согласно Арриану, он первым сообщил македонскому царю об аресте Дария III. В изложении Квинта Курция Руфа «Brochubelus, Mazaei filus, Syriae pretor» сообщил Александру о том, что войско Бесса беспорядочно отступает, а пленённый Дарий III жив. Словосочетание «претор Сирии» в этом фрагменте предполагает несколько трактовок. Оно могло относиться к отцу Антибела Мазею, который при Дарии III управлял Сирией. Либо античный историк мог использовать название одной из высоких римских магистратур относительно Антибела, который при Дарии III занимал в Сирии какую-то военную должность.
Дальнейшая судьба Антибела неизвестна.